# Schistochilopsis obtusa
Schistochilopsis obtusa là một loài rêu tản trong họ Jungermanniaceae. Loài này được (Lindb.) Potemkin mô tả khoa học lần đầu tiên năm 2003.